# 폴란드-오스만 전쟁 (1683년~1699년)
폴란드-오스만 전쟁(1683년-1699년) 또는 신성 동맹 전쟁(War of the Holy League)은 폴란드 측에서 대튀르크 전쟁(Great Turkish War)의 일부를 다른 관점으로 바라본 것으로 알려져 있다. 이 전쟁은 1683년 빈 전투(Battle of Vienna)에서 폴란드의 대승리로 시작되었고, 카를로비츠 조약(Treaty of Karlowitz, 1699)으로 종결되었다. 조약을 통해 폴란드-리투아니아 연방은 이전에 있었던 폴란드-오스만 전쟁(폴란드-오스만 전쟁 (1672년-1676년))에서 상실한 영토를 되찾았다. 이 전쟁은 폴란드-리투아니아 연방과 오스만 제국 사이에서 일어난 마지막 분쟁이었다. 연방이 승리해 오스만 제국의 힘을 기울게 만들었음에도 불구하고, 그러나 연방 또한 무너지는 국경의 외부 사건에 방해받을 수 밖에 없었다.

## 전쟁
짧은 평화가 지난 뒤, 오스만 제국은 합스부르크 제국을 공격했다. 오스만군은 합스부르크 제국의 수도인 빈(Vienna)을 함락 직전까지 몰고 갔지만 빈 전투(Battle of Vienna)에서 폴란드의 왕 얀 3세 소비에스키(Jan III Sobieski)가 이끄는 기독교 동맹군에게 패배했다. 이 전투로 오스만 제국은 남동 유럽의 주도권(hegemony)을 상실했다.
교황 인노첸시오 11세(Innocentius XI, 1611-1689)는 신성 동맹(Holy League)을 발족했다. 1684년, 신성로마제국(합스부르크 오스트리아 수장으로), 베네치아 공화국(Venetian Republic), 폴란드가 동맹에 가담했고 러시아는 1686년에 동맹에 참여했다. 1687년 동맹군은 제2차 모하치 전투(Battle of Mohács)에서 10년 뒤엔 젠타 전투(Battle of Zenta)에서 오스만군을 격파했다.
1686년, 얀 소비에스키는 몰다비아(Moldavia)에서 공세를 취했지만 오스만군이 전투를 피하며 폴란드군을 괴롭혔기 때문에 성공을 거두지 못했다. 이후 4년 동안 폴란드군은 주요 요새인 카미에니에츠 포돌스키(Kamieniec Podolski)를 포위했다. 한편 오스만군의 동맹군인 타타르군은 국경지대에 습격을 가했다. 1691년 얀 소비에스키는 재차 몰다비아 원정을 떠났지만 결정적인 승리를 거두지 못했다.
1698년, 헤트만(hetman) 펠릭스 카지미에즈 포토츠키(Feliks Kazimierz Potocki)가 이끄는 폴란드군은 포다이체 전투(Battle of Podhajce)에서 오스만군을 상대로 승리했다. 신성 동맹군은 전쟁에서 승리했고 1699년 오스만 제국과 카를로비츠 조약에 서명했다. 오스만 제국은 많은 유럽 영토를 상실했다. 카미에니에츠 포돌스키를 포함한 포돌리아(Podolia)는 폴란드에 반환되었다.